# Övra Norr-Entjärnen
Övra Norr-Entjärnen är en sjö i Ljusdals kommun i Hälsingland och ingår i Ljusnans huvudavrinningsområde.